# Exomilus cylindricus
Exomilus cylindricus là một loài ốc biển, là động vật thân mềm chân bụng sống ở biển trong họ Conidae.